# شاج (التبغ)
شاج، المعروف أيضًا باسم التبغ الملفوف أو التبغ السائب، هو تبغ مقطع جيدًا، يستخدم لصنع سجائر ذاتية الصنع عن طريق لف التبغ يدويًا في ورق لف أو حقنه في فلتر السيجارة. اشتق اسمها من الألياف المقطوعة بدقة التي تشبه نسيج "الشاغ"، وكان في الأصل يُعتبر نوعية فقيرة. يُستخدم أنواع مختلفة من القطع؛ فمعظم خلطات التبغ المفرط تستخدم مزيجًا بسيطًا من أنواع القطع، تتألف في الغالب من القطع السائبة ولكن يمكن أيضًا استخدام أنواع مثل "كرومبل كيك" و"ريبون كت" و"فلايك". بعض خلطات التبغ المفرط تستخدم . قطعًا تذكرنا بتبغ الغليون. تم استيرادها إلى المملكة المتحدة بواسطة روري إينيس بعد مزارع التبغ في فرجينيا في أمريكا الشمالية.
السجائر المصنوعة من التبغ المفرط يمكن أن تُسمى رولي، رول-آب/دول-آب أو يدويًا ملفوفة. وعادةً ما يُطلق على الأكياس المسطحة التي يتم تعبئة التبغ المفرط فيها للبيع التجاري اسم "أكياس التبغ". على الجانب الآخر، قد يُشار إلى السجائر المعالجة مسبقًا والمعبأة بشكل مقصود باسم "صنع حسب الطلب" بشكل شائع باللغة العامية باسم "تيلور مايدز"، "تيليز"، "تيلورز" أو "سترايتس".

## انماط الشاج
هناك العديد من خلطات التبغ أو أنماط التبغ التي تستخدم أنواعًا مختلفة من التبغ وتقنيات المعالجة وأنواع القطع. في بعض الأحيان يتم إضافة إضافات مثل السكر والجلسرين ونكهات الفاكهة.
- التبغ المفرط الأمريكي عادةً ما يكون مزيجًا من التبغ المحلي و/أو المستورد والبيرلي المجفف بالهواء.
- المزيج الفيرجيني أو الخفيف يتألف بشكل رئيسي من تبغ فيرجينيا.
- المزيج السلس يضيف تبغ جورجيا إلى مزيج خفيف.
- المزيج "هالفزواري"، الذي يعني "نصف ثقيل" بالهولندية، هو مزيج من الخفيف والزواري، ويُعرف اليوم بـ"ستيفيج" أو "فول".
- التبغ التركي هو مزيج يتألف بشكل رئيسي من تبغ تركي مثل الينيدجي وسامسون وبافرا وما إلى ذلك.
- المزيج "زواري"، الذي يعني "ثقيل" بالهولندية، يتألف بشكل رئيسي من التبغ الكنتاكي المجفف بالنيران واللاتاكيا والباراغواي المجفف بالهواء.

## هولندا
لطالما كان التبغ المفرط ذو حصة سوقية عالية في سوق التبغ الهولندي، على الرغم من انخفاضها. في عام 1989، كان نحو 53% من سوق التبغ المفرط والسجائر مخصص للتبغ المفرط، بينما كان نسبة الحصة السوقية للتبغ المفرط في عام 2010 حوالي 42%. تدخين التبغ المفرط أرخص من تدخين السجائر الجاهزة. سعر علبة التبغ القياسية (كانت في الأصل 50 جرامًا، والآن غالبًا 42.5 جرامًا) يكون تقريباً نفس سعر علبة السجائر.نظرًا لأن السيجارة الملفوفة يتم أنتاجها بما يقل عن جرام واحد من التبغ في المتوسط، يُمكن لشخص أن يلف حوالي 50 سيجارة أو أكثر من علبة تبغ بسعر تقريبي نفس سعر 19 أو 20 سيجارة جاهزة، على الرغم من عدم احتساب تكلفة ورق اللف والفلاتر.
بالإضافة إلى السجائر الملفوفة يدويًا باستخدام علامات تجارية مثل Drum أو Samson أو Van Nelle، يقوم العديد من الأشخاص أيضًا بتدخين السجائر المصنوعة في المنزل: باستخدام أداة خاصة، يملأون الأنابيب الفارغة بالتبغ. القطع الأطول من التبغ المستخدمة في التبغ المفرط ليست مثالية لهذا الاستخدام. بالنسبة لهؤلاء المدخنين، تبيع العديد من شركات التبغ (الصغيرة) التبغ الذي يشبه النوع الذي يُستخدم في السجائر: حيث يتم قطعه إلى قطع أصغر بكثير وأيضًا يكون "جافًا" أكثر من التبغ المفرط العادي.

## الانتاج
ثلاثة من المنتجين الرئيسيين للتبغ المفرط هم Van Nelle و Drum و Niemeyer - حيث تمثل شركتا Van Nelle و Drum جزءًا من Imperial Tobacco منذ بيعت مصالح التبغ لشركة Sara Lee، بينما تعتبر Niemeyer هي فرع تابع لشركة British American Tobacco. وستة من أفضل 10 علامات تجارية للتبغ المفرط هي علامات تجارية تابعة لهاتين الشركتين، بينما تعتبر ثلاثة من العلامات التجارية المتبقية هي علامات تجارية "اقتصادية" تُباع في بعض سلاسل السوبرماركت التخفيضية الكبيرة.